# トクボウ 朝倉草平
『トクボウ 朝倉草平』（トクボウ あさくらそうへい）は、高橋秀武による漫画作品。『スーパージャンプ』（集英社）にて2008年2号から2010年21号にかけて連載された。単行本は全8巻。
2014年に『トクボウ 警察庁特殊防犯課』のタイトルでテレビドラマ化された。

## あらすじ
警察庁生活安全局特殊防犯課指導係（特防）の朝倉草平警視が、毎回世を乱す様々な悪人の元に出向き、「行政指導」の名の下、サディスティックなお仕置きを繰り広げていく。実際に起きた事件や風潮をモチーフにしている話もあり、風刺漫画としての面が強い。

## 登場人物
朝倉 草平（あさくら そうへい）
警察庁生活安全局特殊防犯課指導係に所属する警視。33歳。普段は物ぐさで性格も暗く、「あー、死にたい」が口癖。
「行政指導」（ドラマでは「矯正執行」）の名の下、盗聴などの違法捜査を平然と行い、悪人（朝倉いわく「害虫」）に対してあらゆる方法でお仕置きをする。
普段は無口で低姿勢だが、悪人が考えを改めないと見るや、冷徹で血も涙もない本性を表す。
普段から身体を鍛えており、かなりの肉体美を兼ね備えている。肉は食べないが卵は好き。好物はオムライス。嫌いな色は緑。
ボサボサの髪に黒縁眼鏡、黒のスーツが基本的な服装。メガネは伊達メガネで、幼少の頃は恥ずかしがりやでメガネをかけないと人前に出られないような子どもだった。
case21の回想にて、父親が常に不在な家庭の子と思われる描写がある。後に母は政界に隠然たる力を持つ大藪公平の愛人と判明。
辻 恵一（つじ けいいち）
豊島署のヒラ巡査。29歳。この漫画のツッコミ役であり、朝倉や伊達の足役でもある。
老夫婦の心中事件の現場で朝倉と知り合う。最初は朝倉を警視庁の警視と勘違いしていた。その後、苗字が短く覚えるのが楽だからという理由で、朝倉直々にパートナーに指名される。
犯人側に捕まるとたいてい裸にされ、女体盛りや亀甲縛り、園児に体にラクガキされたりと、羞恥プレイに晒されロクな目にあわない。
叶 美由紀（かのう みゆき）
特防課所属の警視正で朝倉の上司。アメリカのH大卒で、その自己主張の強い性格は保身に走る幹部たちにとって邪魔でしかなかった。鶴井派幹部の身内企業の不正を暴こうとし、閑職の特防課に左遷された（部下であった朝倉はそれに自らついてきた）。
朝倉に対する人使いが荒く我が侭だが、本当は信頼しきっている。いわゆるツンデレ。
コーヒーはアメリカン派。趣味はクレー射撃。
伊達 鉄人（だて てつと）
FBI研修から帰ってきた警視庁きってのトップエリート刑事。
朝倉の幼馴染であり、叶と同じアメリカのH大卒。叶に惚れている。
好物は牛タン。実家は金持ち。朝倉はしばしばこの家に呼ばれ、一緒に食事をすることも多かった模様。母親は朝倉を唸らせるほどの絶品オムライスを作ることができる。
鶴井 浩二（つるい こうじ）
元警視総監で、国内最大手の警備会社「ツルイ警備」の創業者。
警視庁「鶴井派」の総元締めで、天下り先の斡旋など、退官してもなお警察組織に対し暗然たる影響力をもっている。そのため、ツルイ警備が関わることに警察が手出しできない状況にいる。
森田 勝利（もりた かつとし）
鶴井浩二の秘書長。鶴井に惚れている。ツルイ警備の警備船ルキフェルの副艦長もつとめる。
物心ついた頃には両親が離婚しており、母親の元で育ったが、自分の不幸を人のせいにして嘆き、自分を愛してくれなかった母を嫌い（このため女性を毛嫌いしている）、記憶にない実父の存在に焦がれている。
朝倉の扇動に乗ったあげくルキフェルを沈めてしまい、朝倉への復讐を誓う。
福田 努（ふくだ つとむ）
ツルイ警備の警備船ルキフェルの艦長。元海上自衛官で、鶴井の事になると周りが見えなくなる森田に比べて冷静沈着。朝倉の扇動にも動じず、朝倉にして「手強い」と言わしめた人物。
ラン・ミキ・スー
某国のオバケ船（不法入国船）に乗っていた3人組の女性工作員。ツルイ警備と交戦の末捕らえられたが、ルキフェルの船員たちとは仲よくやっている様子。
名前の元ネタはキャンディーズ。
マオ
某国から不法入国した幼女。オバケ船に乗せられていた荷物の中に、手足を縛った状態で入れられていた。
現在は朝倉が秘密裏に保護し面倒をみている。食いしん坊で常にお腹を空かせている。
北柴田 由美子（きたしばた ゆみこ）
前警察庁長官で現法務大臣の北柴田健の娘。速度超過と飲酒運転でキップを切られるところを、その立場を利用して無罪放免にするよう警察官を脅迫するが、出世に興味が無い朝倉には効かず「行政指導」として尻叩きされた。この一件がもとで朝倉に惚れるが、当の朝倉には全く相手にされていない。
海自編の後しばらく登場していなかったが、朝倉への復讐に燃える森田に利用され拉致監禁された。
元木 かずひろ（もとき かずひろ）
自宅警備隊編に登場した引きこもり青年。元々はアニメーターを目指していたが、あまりに過酷なアニメの制作現場に失望する。このため、ツルイ警備を雇い母を人質に自宅に立てこもり、政府に巨額のアニメ制作費を要求する。
自宅警備隊編以降も本編に登場したり、単行本のオマケ「かずひろちゃんのお絵かき講座」に登場したりと何かと活躍している。現在は売れっ子漫画家を目指して活動中。
外見は機動戦士ガンダムのアムロ・レイがモデル。3巻オマケ漫画で逆襲のシャア時のアムロの軍服に酷似した服装をしている。（胸元に「ν速」と書かれている）
なお、彼の友人や仕事仲間の名は実在のアニメ監督が由来となっている。
大藪 公平（おおやぶ こうへい）
朝倉の父で政界の影の大物。鶴井浩二が取り入ろうとしている人物。
正妻の子ではないが一人息子である草平に自分の跡を継がせたいと思っている。正妻との間には一人娘がいるが疎遠である。

## 用語
警察庁生活安全局特殊防犯課指導係
正規の手段で裁けない悪人に対して、「行政指導」を名目として制裁を加える特殊部署。意思決定から実力行使までを丸投げで独任しており、証拠無しでの尋問や拷問、果てはピッキングや盗聴などの法に触れる行為すら実行する。なおこれらは、行政手続法の拡大解釈によって正当化されている。
警察庁内では閑職とされている。

## 単行本
- 高橋秀武『トクボウ 朝倉草平』集英社〈ジャンプ・コミックス デラックス〉全8巻
  - 第1巻 ISBN 978-4-08-859710-2　2008年6月発刊
  - 第2巻 ISBN 978-4-08-859733-1　2008年10月発刊
  - 第3巻 ISBN 978-4-08-859755-3　2009年2月発刊
  - 第4巻 ISBN 978-4-08-859779-9　2009年6月発刊
  - 第5巻 ISBN 978-4-08-859807-9　2009年11月発刊
  - 第6巻 ISBN 978-4-08-859826-0　2010年3月発刊
  - 第7巻 ISBN 978-4-08-859843-7　2010年7月発刊
  - 第8巻 ISBN 978-4-08-859861-1　2010年11月発刊

## テレビドラマ
『トクボウ 警察庁特殊防犯課』（トクボウ けいさつちょうとくしゅぼうはんか）のタイトルでテレビドラマ化。2014年4月3日より6月26日まで毎週木曜日23:59 - 翌0:54に、読売テレビ制作・日本テレビ系列の「木曜ドラマ」枠において伊原剛志の主演で放送された。キャッチコピーは「この世には、よからぬ害虫が多すぎる。」。新聞のテレビ欄でのタイトルは『警察庁トクボウ課』と表記。

### キャスト
詳細な人物説明は原作項目を参照。本項では簡単な続柄を記載。 

#### 警察庁生活安全局
- 朝倉 草平（警視） - 伊原剛志（少年期：山﨑光）
警察庁生活安全局特殊防犯課指導係の警視であり、警視庁捜査一課の伊達鉄人警視とは幼馴染。
普段は物ぐさで性格も暗く、「あー、死にたい」が口癖。
特殊防犯課のみが認められる矯正執行（行政指導）を行う。矯正執行に至るまでの違法捜査やおとり捜査、潜入捜査を平然と行う。矯正執行の際は愛用のロープで縛る。休日には矯正執行に使うロープの手入れや筋トレを行っている。集合体恐怖症。肉は食べないが卵好き。好物は「オムライス」
ボサボサ髪に黒縁眼鏡に黒スーツで基本的な服装。黒縁眼鏡は伊達メガネで幼少期から着用している。伊達の母親からは三丁目の朝倉君と呼ばれている。普段持つ、黒革製のバックの側面には鉄板が仕込んでおり刃物で襲いかかっている場合に盾として身を守る。
父親は元与党副総裁、重要閣僚を歴任した政界の闇総理。
- 叶 美由紀（朝倉草平警視の上司） - 安達祐実
警察庁生活安全局特殊防犯課長の警視正 朝倉の直属の上司。ハーバード大学卒。指導係担当の朝倉に任せて庁内でデスクワークを行っている。
コーヒーの苦さが苦手で、朝倉が淹れるコーヒーに文句を言う。第7話からは朝倉の補助として現場にも向かう。
趣味はクレー射撃。警視庁捜査一課の伊達鉄人警視が苦手で、伊達の話になると体がゾクゾクする。
- 柏木 幸男（警視長・叶の上司） - 宅間孝行
警察庁生活安全局長を務める。階級は警視長。叶の上司で特殊防犯課の動きに対し警戒をしている。叶に対しある画策を計画する。

#### 警視庁豊島警察署刑事課
- 辻 恵一（巡査） - 松下洸平
警視庁豊島警察署刑事課強行犯係の巡査であり朝倉の秘書的存在。最初は警視庁の警視として認識していたが、先輩刑事の武士沢から警視庁に朝倉という警視はいないと連絡があり、脅迫目的のニセ警視と判断するが、朝倉が再び自己紹介を行った時に警察庁生活安全局特殊防犯課指導係警視、朝倉草平ですと自己紹介をして警察庁の警視として認識した。
朝倉からは苗字が短いという理由だけでパートナーに指名される。高清水からは豊島署の運命がかかっていると言われ、パートナーとして付き合っている。
- 武士沢 義人（巡査長・辻の先輩刑事） - 渡邉紘平
警視庁豊島警察署刑事課強行犯の巡査長。辻の先輩刑事。すぐに事件性はないという理由で事故死と判断する。
- 高清水 剛士（警部・辻の上司） - 奥田達士
警視庁豊島警察署刑事課長兼強行犯係長の警部。辻、武士沢の上司。辻に朝倉警視の機嫌を損なわないことを念を押す。

#### 警視庁捜査一課
- 伊達 鉄人（警視） - 川平慈英[注 1]（少年期：マイクスル・ジュリアン）
警視庁からFBIに研修出向していた警視庁捜査一課の警視。朝倉とは幼馴染。叶と同じハーバード大学卒
無駄に明るく、自分の推理にはFBI仕込みの推理と言う。実家は金持ちで無駄に家が大きい。

#### ゲスト
複数話・単話登場の場合は演者名の横の括弧（）内に表記。(×が矯正執行された対象)
第1話
- 峰岸 邦夫×（フレンチレストラン「リストランテ峰岸」オーナー） - 名高達男
- 国立 健次（リストランテ峰岸 シェフ） - 髙橋洋
- 津村 愛（吉岡の交際相手） - 多岐川華子
- 吉岡 努〈26〉（自動車部品工場作業員） - 工藤優太
- リポーター（テレビ番組「モーニングデイズ」のリポーター） - 花澄
- コック - 川島雄作

第2話
- 坪倉 かおり×（JKお散歩店員） - 足立梨花
- 須藤 俊一×（JKお散歩元締・かおりの彼氏） - 落合モトキ
- 熊本 雅夫（JKお散歩顧客） - 市川しんぺー
- ミキ（JKお散歩店員） - 松尾薫

第3話
- 塩田 ヒトミ（YURI'S CARE会員） - 南野陽子
- 綾野 百合子×（YURI'S CARE経営者） - 冨樫真
- 塩田 敏雄（ヒトミの夫） - 飯田基祐
- 杉山 亜紀（ヒトミの高校時代からの親友） - 城山美佳子

第4話
- 根津 海斗×（呪いのハローワーク管理人・デイトレーダー） - 阪田マサノブ
- 三輪 二郎（女装男） - 棚橋ナッツ
- 青木 理沙（信二の妻・聖子の親友） - 西丸優子
- 青木 信二（聖子の大学時代のサークル仲間） - 高橋良輔
- 松岡 菊枝（女装男傷害事件被害者） - 五月晴子
- 木原 聖子（会計事務所事務員） - 羽村純子
- 大山 樹里（女装男傷害事件被害者） - 夏月

第5話
- 九条 茂信×（九条エレクトロニクス社長） - 国広富之
- 青須 義郎（アオスブレイン社長） - 升毅（第6話×）
- 松山 ひろし（警察庁首席監察官・警視監） - 矢島健一（第6・10話）
- 富永 幸枝（翔太の母） - 阿部朋子
- 富永 翔太（辻の中学時代の友人・九条エレクトロニクス元派遣社員） - 木村トモアキ
- 依田（柏木の部下） - 結城貴史（第6話）

第6話
- 鶴井 浩二（ツルイ警備社長・元警視総監） - 吉田鋼太郎（第7話 - 最終話）
- 森田 勝利（ツルイ警備社長秘書長・LUCIFER施設長） - 川野直輝（第7話 - 最終話）（少年期：片桐隼哉）
- 毒島 徹（ツルイ警備特別部隊第一師団隊長） - 菅田俊（第12話 - 最終話）
- 伊達 雪乃（伊達の母） - 東山明美

第7話
- 北柴田 マリエ（法務大臣の娘・朔也の客） - 岡本玲（第11話 - 最終話）
- 藤堂 朔也×（派遣ボーイフレンド従業員） - 姜暢雄
- 比留間 次郎×（派遣ボーイフレンド経営者） - 松澤一之
- 山下 千鶴（朔也の客） - 海島雪
- 西村（大藪の秘書） - 祖父江進（第8・11話）
- 大藪 公平（朝倉の父・元与党副総裁） - 品川徹（第8・最終話）

第8話
- 篠崎 里奈（ツルイ警備軍事訓練キャンプ隊員食堂給仕） - 芳賀優里亜（第9話）
- 大道寺 努（ツルイ警備軍事訓練キャンプ指導教官） - 小西博之（第9・10・最終話）
- 黒川 大樹（ツルイ警備軍事訓練キャンプ参加者） - 阿部亮平（第9・12・最終話）

第10話
- 瀬野 典之（太陽とひまわり法律事務所所長・弁護士） - 大浦龍宇一
- 陣内 幸助（幸恵の息子） - 大和田健介
- 三嶋 幸恵（スナック幸恵ママ） - 水木薫
- 高坂（闇金融業者） - 長江英和

第11話
- 西崎 良介（アロマの天使店店長） - 石垣佑磨
- 深田 麻由（アロマの天使顧客） - 黒坂真美
- 深田 義男（麻由の夫） - 木下政治
- 安藤 留奈（アロマの天使セラピスト） - 立花彩野
- 深田 真人（麻由の息子） - 榎本城之助

### スタッフ
- 原作 - 高橋秀武『トクボウ 朝倉草平』（ジャンプコミックスデラックス / 集英社刊）
- 脚本 - 福田卓郎、泉澤陽子、一雫ライオン / 植田尚（MMJ）
- 音楽 - 末廣健一郎
- 演出 - 植田尚、小野浩司、二宮浩行、大塚徹、塚本連平
- 主題歌 - AAA「HANDs」（avex trax）[6]
- 脚本監修 - 福田卓郎
- 助監督 - 近藤幸子
- 選曲 - 近藤隆史
- 音響効果 - 佐藤秀国
- 緊縛監修 - 有末剛、永澤直子
- 医療監修 - 原田知幸
- たまご料理監修 - 福永翔子
- アクションコーディネーター - 大道寺俊典
- ガンエフェクト - 早川光
- ホームページ - 西川章洋（ytv）
- 番組宣伝 - 竹村麻美、藤生朋子（ytv）
- 技術協力 - アップサイド
- 美術協力 - テレビ朝日クリエイト
- 照明協力 - Kカンパニー
- 編集・MA - ブル
- チーフプロデューサー - 木谷俊樹（ytv）
- プロデューサー - 福田浩之（ytv）、清水真由美（MMJ）
- ラインプロデューサー - 榊原妙子
- プロデューサー補 - 野村真委子
- 制作協力 - MMJ
- 制作著作 - 読売テレビ

### 放送日程
| 各話                                                      | 放送日  | サブタイトル                   | ラテ欄                                    | 脚本         | 演出     |
| --------------------------------------------------------- | ------- | ------------------------------ | ----------------------------------------- | ------------ | -------- |
| 第1話                                                     | 4月03日 | 人気レストランが食品偽装!?     | 人気フレンチで謎の死食品偽装の罠を暴け!   | 福田卓郎     | 植田尚   |
| 第2話                                                     | 4月10日 | JK（女子高生）ビジネスに潜む闇 | 女子高生お散歩の罠! 秋葉原に潜む闇を暴け  | 植田尚       | 植田尚   |
| 第3話                                                     | 4月17日 | 美のカリスマに潜む悪           | 人気美容商品に隠された女の愛憎劇を暴け!   | 泉澤陽子     | 小野浩司 |
| 第4話                                                     | 4月24日 | 復讐サイトで殺人事件!?         | 復讐サイトで女装殺人 FBI帰りの天才登場    | 福田卓郎     | 植田尚   |
| 第5話                                                     | 5月01日 | ブラック企業の洗脳セミナー     | ブラック企業の洗脳術 親友の自殺の真相暴け | 福田卓郎     | 二宮浩行 |
| 第6話                                                     | 5月08日 | 警察の闇が動き出す!?           | 人材派遣会社の魔の手 警察に軟禁の彼女救え | 福田卓郎     | 大塚徹   |
| 第7話                                                     | 5月15日 | 悪徳｢派遣ボーイフレンド｣       | 派遣ボーイフレンドに隠された悪徳手口暴け  | 泉澤陽子     | 小野浩司 |
| 第8話                                                     | 5月22日 | 危険なキャンプに潜入!          | 危険なキャンプに潜入 禁断の恋が動き出す!  | 福田卓郎     | 植田尚   |
| 第9話                                                     | 5月29日 | 黒幕が動き出す!                | 朝倉警視が洗脳される愛と裏切りの逃亡劇!   | 福田卓郎     | 植田尚   |
| 第10話                                                    | 6月05日 | 命を弄ぶ悪徳弁護士             | 悲しきオレオレ詐欺! 個人情報を売る弁護士  | 一雫ライオン | 塚本連平 |
| 第11話                                                    | 6月12日 | 脱法ハーブの悲劇               | 家族引き裂く脱法薬物 通り魔事件の真相暴け | 福田卓郎     | 二宮浩行 |
| 第12話                                                    | 6月19日 | トクボウ課を潰す新たな企み!    | 遊園地で爆破テロ!? 拉致された美女を救え   | 福田卓郎     | 植田尚   |
| 最終話                                                    | 6月26日 | 最後の矯正執行、入ります!!     | 悪の黒幕と最終対決! 朝倉怒り"緊縛"執行    | 福田卓郎     | 植田尚   |
| 平均視聴率 4.0%（視聴率は関東地区・ビデオリサーチ社調べ） |         |                                |                                           |              |          |

| 読売テレビ制作・日本テレビ系列 木曜ドラマ                                  | 読売テレビ制作・日本テレビ系列 木曜ドラマ            | 読売テレビ制作・日本テレビ系列 木曜ドラマ       |
| 前番組                                                                     | 番組名                                               | 次番組                                          |
| -------------------------------------------------------------------------- | ---------------------------------------------------- | ----------------------------------------------- |
| 慰謝料弁護士 〜あなたの涙、お金に変えましょう〜 （2014年1月9日 - 3月27日） | トクボウ 警察庁特殊防犯課 （2014年4月3日 - 6月26日） | 獣医さん、事件ですよ （2014年7月3日 - 9月18日） |